# Coordimetría
La coordimetría (del latín “co”, por “cum” = “con”, y “ordināre” = “ordenar”, y “-metría” del griego “-μετρία”, de la raíz de “μέτρον” = “medida”) es un vocablo que en fisiología y patología de la motilidad ocular se aplica a la medición de los movimientos oculares. Su utilidad es determinar las hipofunciones (limitaciones motoras) y las hiperfunciones de los músculos oculares.
El dispositivo que realiza la coordimetría se denomina coordímetro. En la actualidad la coordimetría puede hacerse con los siguientes instrumentos, que, enumerados por orden de nacimiento histórico, son: el test de Hess-Lancaster, el sinoptómetro, el electro-oculógrafo y el video-oculógrafo.